# پیوتر اسکارگا
پیوتر اسکارگا (لهستانی: Piotr Skarga؛ زادهٔ ۶ ژانویه ۱۹۴۸) بازیگر اهل لهستان است.
از فیلم‌ها یا مجموعه‌های تلویزیونی که وی در آن‌ها نقش داشته است، می‌توان به شوالیه، شمش‌سازان، قهرمان سال، سال‌های شیرین، چهل‌ساله، مادران، کلبه جنگلی، دوران افتخار، دوستان، عشق اول، در خیابان سپولنی، پدر متیو و بخت کور اشاره نمود.